# Saturday Night Live
Saturday Night Live är ett TV-program som visats sedan 11 oktober 1975 på det amerikanska TV-nätverket NBC. SNL (som programmet ofta förkortas) är ett av få direktsända underhållningsprogram på prime time i USA. Varje lördag har programmet en gästvärd som presentatör och en artist som framför två låtar. Gästvärden håller en inledande monolog och medverkar i några av sketcherna. I några fall har gästvärden agerat både värd och artist.

## Formatet
SNL följer oftast ett standardformat, det börjar med en sketch, som ofta knyter an till dagsaktuella politiska nyheter, som avslutas med orden Live from New York, it's Saturday Night, och så kommer förtexten. Efter detta kommer en monolog av veckans gäst, ofta följd av en parodi på någon aktuell TV-reklam. Resten av programmet utgörs av diverse sketcher varav gästvärden medverkar i några. Många av sketcherna innehåller imitationer av kända personer. I programmen medverkar även en musikartist som framträder med två låtar. I direktsändning är programmet 90-minuter långt i tablån. 

## Historik
År 1974 hade Johnny Carson, värd för Tonight Show, tröttnat på att göra lördagsprogrammet Best of Carson. TV-bolaget NBC behövde en ersättning för programmet och man bollade idéer. Man fastnade för en ung producent från Kanada, Lorne Michaels, som fick hålla till i studio 8H, som byggts under 1930-talet för bland andra NBC Symphony Orcestras framträdanden. Under det senaste decenniet hade man visat ”Best of Carson” med den amerikanska tv-legenden Johnny Carson varje lördagskväll. Men Carson ville spara lördagens program till mitt i veckan till de dagar då han var på semester. Så han bad cheferna på NBC att ta bort dem ur tablån och Carson sade man inte nej till. Så helt plötsligt stod NBC med en lucka i tablån på 90 minuter och en tom studio. Producenten Dick Ebersol fick därför uppdraget att hitta på något att fylla både luckan och studion med.
Lorne Michaels var redan en framgångsrik komediförfattare när Ebersol vände sig till honom för att utveckla en ny lördagsshow. Kanadensaren Michaels hade gjort sig ett namn som manusförfattare på flera populära tv-shower och produktioner. Michaels satte genast igång med arbetet att ta fram ett program som för första gången tog avstånd från den äldre generationens Milton Berle-inspirerade humor. Målet var att istället nå ut till den framväxande baby boom-generationen. För att lyckas med det ville Michaels att showen skulle ta upp aktuella ämnen och hela tiden ligga på gränsen till det tillåtna. Den skulle reflektera tiden och generationen som växte upp under det radikala 60-talet, en tv-publik som de stora tv-bolagen fortfarande inte hade nått ut till i någon större utsträckning. 

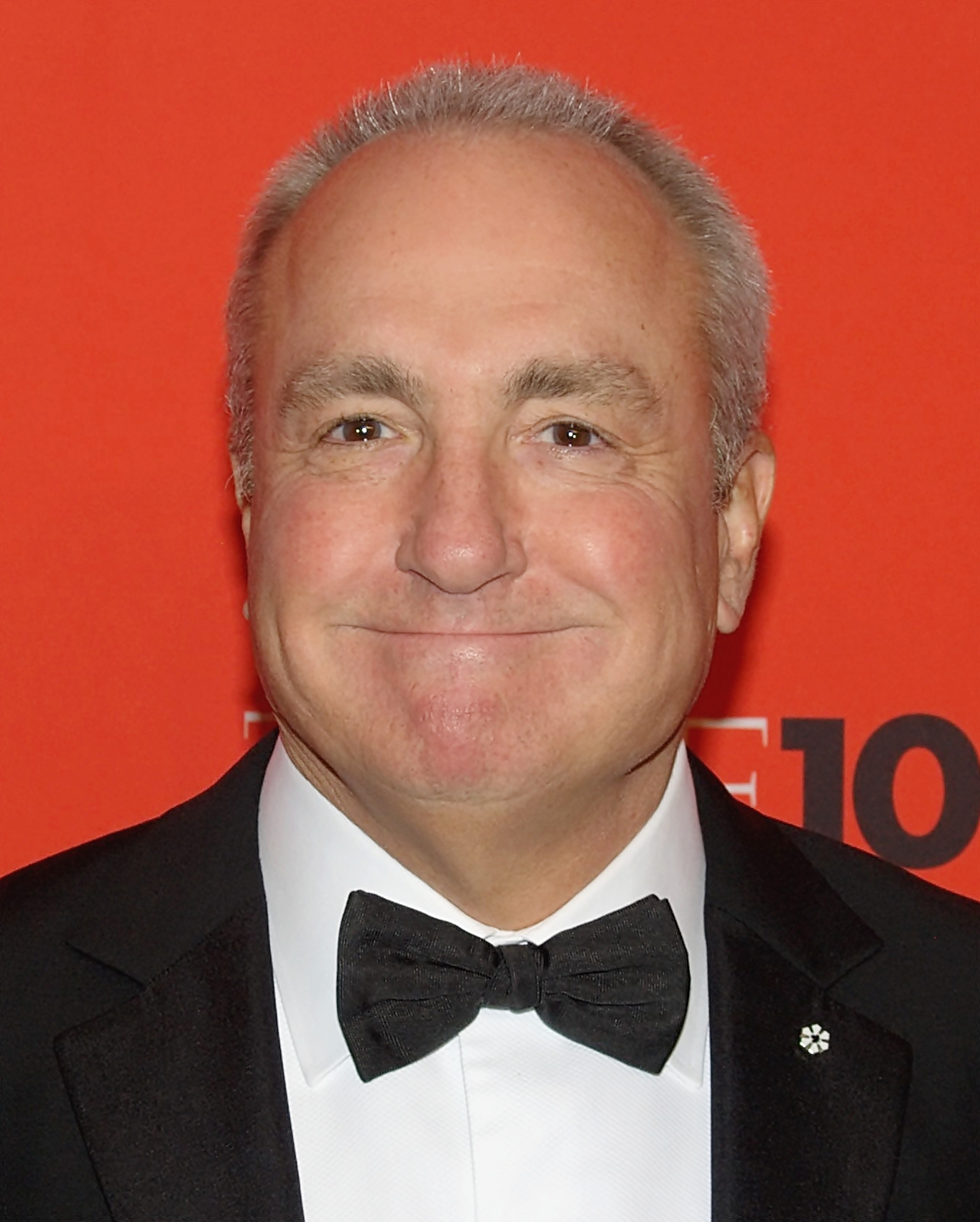
Programmets mångårige producent Lorne Michaels.

Den intensive Michaels formade ett eget team av författare och skådespelare. Många av författarna kom från humormagasinet National Lampoon, komediscenerna på västkusten eller från kön till filmen Monty Pythons galna värld som i fallet med Chevy Chase som senare skulle gå över till att medverka i programmet. Skådespelarna hittade Michaels runt om i Chicago och Los Angeles men några hittade han också i hemlandet Kanada. Alla var i stort sett helt okända i tv-sammanhang.
Men trots all den talang som Michales hade samlat runt sig så var det ingen som var säker på vad det skulle bli för sorts program. NBC hade heller ingen aning om vad de skulle få (de trodde att bandet skulle ha på sig smoking precis som Carsons The Tonight Show Orchestra). Man hade inte ens en programtitel. Michaels ville att programmet skulle heta Saturday Night Live, men den populära sportkommentatorn Howard Cosell hann före med sin varietéshow Saturday Night Live with Howard Cosell. Den showen var planerad att ha premiär på den konkurrerande tv-kanalen ABC med en uppsättning erfarna underhållare, så kallade Prime time Players. Beslutet att därför kalla den ursprungliga uppsättningen skådespelare i SNL för ”The Not Ready for Prime Time Players” var ett skämt riktad mot Cosell. Då ABC:s program slutade sändas tog man namnet Saturday Night Live.
Månaderna innan premiären var anarkistiska som bäst och kaotiska som värst. Men det spelade ingen roll, för det var precis den stämningen som Michaels strävade efter. Han ville ha det naket, på gränsen, politiskt, medvetet och levande. På gränsen var också hur man kanske bäst skulle beskriva känslorna uppe hos cheferna på NBC när de började oroa sig för vad som var på gång borta hos Lorne Michaels och hans gäng i Studio 8H. De befarade att man skulle gå över alldeles för många gränser, att målgruppen inte skulle komma hem tidigt på en lördagskväll för att sätta på tv:n och att det helt enkelt var för farligt att sända en show av den här karaktären live. De skulle snart få veta att de hade fel. Det första programmet av Saturday Night Live sändes den 11 oktober 1975, med George Carlin som värd, under namnet NBC's Saturday Night.
I den ursprungliga ensemblen ingick Dan Aykroyd, Chevy Chase, John Belushi, Gilda Radner, Jane Curtin, Laraine Newman och Garrett Morris. 1977 ersattes Chevy Chase av Bill Murray, då Chase lämnat showen för att försöka sig på en filmkarriär. Paul Shaffer hade hand om musiken från 1975 till 1980. Andra som återkommande medverkade på ett eller annat sätt var textförfattaren Al Franken och skådespelaren Harry Shearer, den senare har medverkat i flera filmer och TV-program efter detta, inklusive The Simpsons. Andra som medverkade ofta var Steve Martin och Andy Kaufman, den senare uppförde sig dock så illa att publiken röstade för att han aldrig mer skulle få medverka i showen.
Efter säsongen som avslutades 1979 slutade Dan Aykroyd och John Belushi. Lorne Michaels lämnade programmet efter femte säsongen, tätt följd av alla de ursprungliga skådespelarna och alla manusförfattarna.
Jean Doumanian tog över från 1980 och fick ta in helt nya skådespelare och författare. Den nya showen drogs redan från starten med problem, den ansågs inte vara rolig, varken av kritiker eller publik. Det såg ut som om NBC skulle bli tvungna att lägga ned programmet, det hände till och med att man sände ett annat sketchprogram i dess ställe vissa lördagskvällar. Dock gavs Saturday Night Live en andra chans då man åter tog in Dick Ebersol som ersättare för Jean Doumanian. Ebersol var ingen nykomling i gänget, han hade tidigare medverkat med material till showen. Han gjorde sig av med alla skådespelarna utom Eddie Murphy och Joe Piscopo. Eddie Murphy hade varit med i showen vid ett fåtal tillfällen under Jane Doumanians show, men blev en av de stora stjärnorna i den nya versionen av programmet. Han fick showens tittarsiffror att åter stiga. Dick Ebersol lämnade showen efter säsongen 1985, då Lorne Michaels återvände.

## Studion

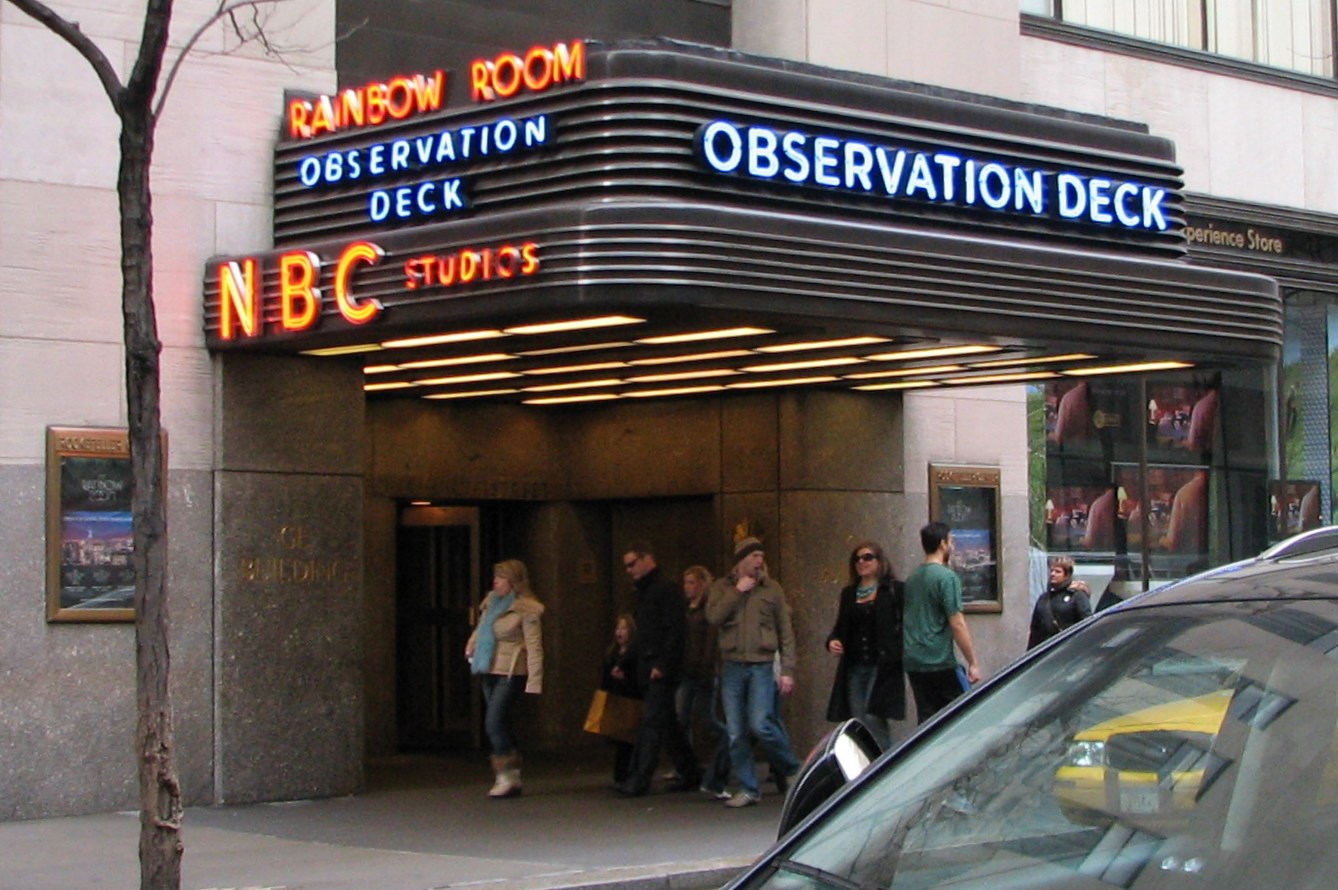
Entrén till NBC Studios

Studio 8H där SNL alltid sänts från byggdes ursprungligen för NBC Symphony Orchestra, som inte längre existerar. Programmet spelas in på adressen 30 Rockefeller Plaza, även känd som 30 Rock, där även Today Show och Late Night with Conan O'Brien spelas eller har spelats in, och där tidigare SNL-medlemmen Tina Feys komediserie 30 Rock utspelar sig.

## Skådespelare

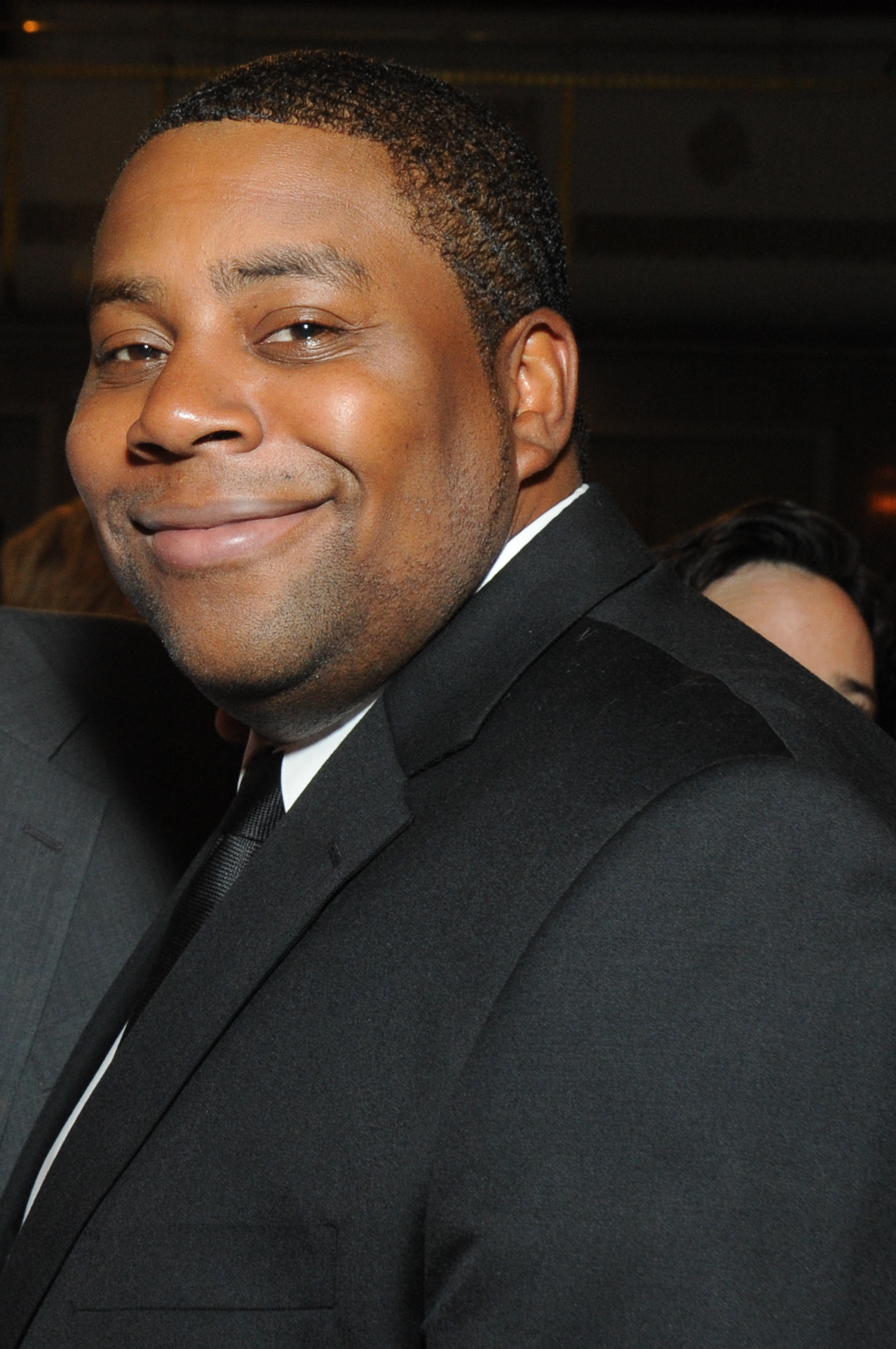
Kenan Thompson är den skådespelare som medverkat längst i programmet. Han anställdes 2003.

Många skådespelare och komiker har fått sitt genombrott i Saturday Night Live. Förutom den berömda ensemblen från de första åren (Dan Aykroyd, John Belushi, Chevy Chase, Jane Curtin, Garrett Morris, Laraine Newman, Gilda Radner, Bill Murray och Harry Shearer) har även personer som Eddie Murphy, Julia Louis-Dreyfus, Robert Downey, Jr., Chris Rock, Adam Sandler, Will Ferrell, Tina Fey och Kristen Wiig haft sina första stora TV-framträdanden i programmet. Den som medverkat längst i programmet är Kenan Thompson som medverkat sedan 2003. Han följs av Darrell Hammond som var medlem i ensemblen mellan 1995 och 2009 (14 säsonger) och Seth Meyers som medverkade från 2001 till 2014 (13 säsonger).

## Manusförfattare
Utöver att skådespelarna även skriver manus finns även ett team av manusförfattare, vanligen runt 20 personer varav några fungerar som seniora huvudförfattare. Bland de mer namnkunniga manusförfattarna som skrivit för SNL finns Larry David (1984–1985), Bob Odenkirk (1987–1991), Conan O'Brien (1987–1991), Adam McKay (1995–2001) som även kom att bli huvudförfattare under flera säsonger,  Paula Pell, (1995–2013), Stephen Colbert (1996), J.B. Smoove (2003–2006), Jorma Taccone (2005–2010), John Mulaney (2008–2012), Jillian Bell (2009–2010) och Natasha Rothwell (2014–2015). Vid ett par tillfällen har en manusförfattare sedan gått vidare och blivit en del av skådespelarensemblen, bland annat Tina Fey, Jason Sudeikis och Mikey Day startade sin karriär som författare för programmet. Näst efter programmets producent Lorne Michaels, som medverkat som författare i alla säsonger förutom 1981–1984 när han tillfälligt lämnade programmet, så är Jim Downey är den manusförfattare som arbetat längst med Saturday Night Live: från 1975 till 2013, med ett avbrott under 1980-talet för att bli huvudförfattare för Late Night with David Letterman. Downey var även huvudförfattare för Saturday Night Live 1986–1995.

## Värdar

### Återkommande värdar
Följande personer har varit värd för Saturday Night Live minst fem gånger.
- Alec Baldwin (17 gånger)
- Steve Martin (15)
- John Goodman (13)
- Buck Henry (10)
- Tom Hanks (10)
- Chevy Chase (8)
- Christopher Walken (7)
- Danny DeVito (6)
- Elliott Gould (6)
- Drew Barrymore (6)
- Tina Fey (6)
- Scarlett Johansson (6)
- Candice Bergen (5)
- Bill Murray (5)
- Justin Timberlake (5)
- Ben Affleck (5)
- Melissa McCarthy (5)
- Dwayne Johnson (5)
- Jonah Hill (5)
- Will Ferrell (5)
- Paul Rudd (5)
- John Mulaney (5)
- Woody Harrelson (5)
- Emma Stone (5)
- Kristen Wiig (5)
- Martin Short (5)

### Urval av värdar som även medverkat musikaliskt
- Garth Brooks
- Ray Charles
- MC Hammer
- Janet Jackson
- Jennifer Lopez
- Madonna
- Willie Nelson
- Dolly Parton
- Paul Simon
- Britney Spears
- Justin Timberlake
- Queen Latifah
- Sting
- Stevie Wonder
- Frank Zappa
- Taylor Swift
- Elton John
- Mick Jagger
- Bruno Mars
- Justin Bieber
- Miley Cyrus
- Lady Gaga
- Ariana Grande
- Lizzo

## Husbandet
Varje vecka medverkar även ett husband kallat The Saturday Night Live Band eller bara "The Live Band". Kompositören Howard Shore var bandets första ledare åren 1975–1980. Shore medverkade även i flera av sketcherna. Under årens lopp har många namnkunniga musiker medverkat i bandet, t.ex. Paul Shaffer (1975–1980), David Sanborn (1975), Michael Brecker (tidiga 1980-talet), Alan Rubin (1975–1983), Jojje Wadenius (1979–1985) och David Johansen (under namnet Buster Poindexter). Sedan 1995 leds bandet av Lenny Pickett som medverkat i husbandet sedan 1985 och som även varit medlem i Tower of Power. Varje vecka spelar bandet "Closing Theme (Waltz in A)" skriven av Howard Shore som avslutningslåt.

## Filmer som baseras på sketcher från SNL
- The Blues Brothers (1980)
- Gilda Live (1981)
- Bob Roberts
- Mr. Saturday Night
- Mr. Bill's Real Life Adventures (1986)
- Wayne's World (1992)
- Wayne's World 2 (1993)
- Coneheads (1993)
- It's Pat! (1994)
- Stuart Saves His Family (1995)
- A Night at the Roxbury (1998)
- Blues Brothers 2000 (1998)
- Superstar (1999)
- The Ladies Man (2000)
- MacGruber (2010)

## SNL i Sverige
Under tidigt 1990-tal visades programmet på MTV Europe. SNL har också visats i omgångar på ZTV och under perioder på systerkanalen TV3. Under tidigt 2000-tal sändes programmet i SVT:s digitala kanal SVT24 med långt färre tittare då nästan ingen kunde se kanalen[källa behövs]. Från 2007 sände Kanal 5 avsnitten med ett par månaders fördröjning. 2009 flyttades sändningen till Kanal 9 där den från och med oktober 2011 sändes med en veckas fördröjning. Under våren 2018 slutade Kanal 9 att sända SNL mitt i säsongen utan närmare förklaring. 
Efter att Kanal 9 slutat sända programmet har ingen svensk kanal tagit över och det är inte heller möjligt att streama SNL via någon tjänst som är tillgänglig i Sverige.

### Fotnoter
1. ↑  ”1975: Saturday Night Live debuts” (på engelska). This Day in History. http://www.history.com/this-day-in-history/saturday-night-live-debuts. Läst 13 januari 2017.
2. ↑  Itzkoff, Dave (15 augusti 2018). ”Kenan Thompson, the Reluctant Star of ‘Saturday Night Live’” (på amerikansk engelska). The New York Times. ISSN 0362-4331. https://www.nytimes.com/2018/08/15/arts/television/kenan-thompson-saturday-night-live.html. Läst 4 april 2019.
3. ↑  Brett Donovan (19 mars 2022). ”10 Former Saturday Night Live Writers That Became Famous After Leaving The Show” (på engelska). ScreenRant. https://screenrant.com/former-saturday-night-live-writers-famous/. Läst 2 oktober 2024.
4. ↑  ”SNL Legend Paula Pell's "Abducted" Bit Is Making the Internet Laugh Hysterically” (på amerikansk engelska). NBC Insider Official Site. 24 april 2024. https://www.nbc.com/nbc-insider/paula-pell-girls5eva-abducted-trick-video-seth-meyers. Läst 2 oktober 2024.
5. ↑  Bradford Evans (29 augusti 2013). ”13 Past ‘SNL’ Writers Who Would Have Made Great Cast Members” (på engelska). Vulture. https://www.vulture.com/2013/08/13-past-snl-writers-who-would-have-made-great-cast-members.html. Läst 2 oktober 2024.
6. ↑  Megh Wright (4 mars 2014). ”Saturday Night’s Children: Jim Downey (1979-1980)” (på engelska). Vulture. https://www.vulture.com/2014/03/saturday-nights-children-jim-downey-1979-1980.html. Läst 2 oktober 2024.
7. ↑  ”See every host in 'Saturday Night Live' Five-Timers Club” (på engelska). EW.com. https://ew.com/tv/snl-five-timers-club/. Läst 8 januari 2025.